# Daens (musical)
Daens is een musical van Studio 100 die van 4 oktober 2008 tot 8 februari 2009 speelde in het voormalige postgebouw Antwerpen X. Het is een bewerking van de gelijknamige film uit 1992 van Stijn Coninx, die op zijn beurt gebaseerd is op de historische roman Pieter Daens van Louis Paul Boon uit 1971. 
Na het succes in 2008 besloot Studio 100 om Daens te vernieuwen en te hernemen in hun Pop-Up theater in Puurs. De première van deze 2.0 versie vond plaats op 21 februari 2020, maar moest na enkele voorstellingen reeds stoppen vanwege het uitbreken van de covidepidemie. Vanaf augustus 2021 konden de voorstellingen dan terug hervat worden.

## Verhaal
De musical vertelt het verhaal van priester Adolf Daens, die zich in de jaren rond 1900 het lot van de Aalsterse fabrieksarbeiders aantrok. Met zijn optreden joeg Daens zowel de heersende klasse als de Kerk tegen zich in het harnas. Bij de 'gewone man' werd Daens hierdoor echter zeer populair.

## Geschiedenis
De musical werd opgevoerd met Nederlandstalige en Franstalige boventiteling, een systeem dat Frank Van Laecke reeds gebruikte bij Kuifje: De Zonnetempel.
Op 10 januari 2009 werd de 200.000ste bezoeker gevierd. Hiermee werd de musical de op twee na best bezochte Vlaamse musical, na Les Misérables en The Phantom of the Opera. Vanaf 8 januari 2009 nam Deborah De Ridder de rol van Free Souffriau definitief over, omdat Free het te druk had met de eerste Mega-Mindy-film en haar cd met nummers van Ann Christy.
Bij de 2009 Vlaamse Musicalprijzen won Daens acht van de dertien nominaties. De belangrijkste prijzen voor de ploeg van Daens gingen naar onder anderen Lucas Van den Eynde (mannelijke hoofdrol), Jo De Meyere (mannelijke bijrol) en Frank Van Laecke (regie).

## Bezetting
| Rol                 | Cast 2008 | Cast 2020 | Cast 2021 |
| ------------------- | --- | --- | --- |
| Priester Daens      | Lucas Van den Eynde / Alternate: Frank Hoelen | Peter Van De Velde / Alternate: Jan Schepens / Understudy: Wim Van Den Driessche | Peter Van De Velde / Alternate: Jan Schepens / Understudy: Tim Saey |
| Bisschop Stillemans | Jo De Meyere / Alternate: Dirk Van Vaerenbergh | Jo De Meyere/ Alternate: Dirk Van Vaerenbergh / Understudy: Wim Van Den Driessche | Jo De Meyere & Roger Bolders / Understudies: Marc Coessens & Ludo Hoogmartens |
| Nora Scholliers     | Anne Mie Gils | Hilde Van Wesepoel | Hilde Van Wesepoel |
| Nette Scholiers     | Free Souffriau / Alternate: Deborah De Ridder / Understudy: Helen Geets | Free Souffriau / Understudies: Liesbeth Roose & Laura Seys | Free Souffriau & Ianthe Tavernier / Understudies: Ellen Dilles & Justine Maurau |
| Jan De Meeter       | Jelle Cleymans / Alternate: Sam Verhoeven | Jelle Cleymans/ Understudies: Pieter Casteleyn & Martijn Claes | Jelle Cleymans & Michiel De Meyer / Understudies: Pieter Casteleyn & Martijn Claes |
| Opzichter Schmitt   | Peter Van De Velde / Understudy: James Cooke | Manou Kersting / Understudies: Sven Tummeleer & Joris De Beul | Manou Kersting/ Understudies: Ludo Hoogmartens & Tim Saey |
| Pieter Daens        | David Verbeeck / Understudy: Dimitri Verhoeven | Jan Schepens / Understudies Nordin De Moor & Martijn Claes | Jan Schepens / Understudies Nordin De Moor & Martijn Claes |
| Charles Woeste      | Fabrice Pillet / Understudy: Dimitri Verhoeven | Fabrice Pillet / Understudies: Joris De Beul & Steven Colombeen | Fabrice Pillet / Understudies: Marc Coessens, Walter Baele & Steven Colombeen |
| Pastoor Ponnet      | Chris Van den Durpel / Alternate: Steve De Schepper | Peter Thyssen / Understudies: Nordin De Moor & Pieter Casteleyn | Peter Thyssen & Tom Audenaert / Understudies: Walter Baele, Nordin De Moor & Pieter Casteleyn |
| Louis Scholliers    | Sébastien De Smet / Understudy: Tijl Dauwe | Martijn Claes | Martijn Claes |
| Ensemble            | Goele De Raedt, Dimitri Verhoeven, Ann De Winne, Dirk Van Vaerenbergh (Meneer Borremans), Hilde Norga, Nicky Langley, Hilde Weber, Helen Geets, Deborah De Ridder, Nele Goossens, Karina Mertens, An Vanderstighelen, Sam Verhoeven, Steve De Schepper, James Cooke, Dirk Van De Merlen (vader Scholliers), Kris Castelijns, Tijl Dauwe, Roel Lauwens Frank Hoelen en Lauren De Ruyck | Annelies Boel (Louise Daens), Pieter Casteleyn, Martijn Claes, Steven Colombeen, Joris De Beul (dance captain - resident director), Dirk Van Vaerenbergh (Meneer Borremans), Christophe Degelin, Nordin De Moor, Dorian Liveyns, Liesbeth Roose, Tim Saey (vader van Nini), Jurgen Stein (priester-klerk), Laura Seys (moeder van Nini), Liv Van Aelst (Mevrouw Borremans), Wim Van Den Driessche (vader Scholliers), Maja Van Honsté, Hilde Van Wesepoel, Sven Tummeleer, Charline Catrysse, Line Ellegiers, Niels Batens, Pauline Joris, Mathieu Bekaert, Jozefien Grossen, Chris Schep, Ellen Dilles, Wout Sels, Maud Stroux, Nori de Winter en Tim Stuart. | Annelies Boel (Louise Daens), Pieter Casteleyn, Martijn Claes, Steven Colombeen, Christophe Degelin, Nordin De Moor, Dirk Van De Merlen, Tim Saey (vader van Nini), Jurgen Stein (priester-klerk),Liv Van Aelst (Mevrouw Borremans), Elke Buyle (moeder van Nini), Marc Coessens, Ludo Hoogmartens (vader Scholliers), Maja Van Honsté, Hilde Van Wesepoel, Rudi Giron, Juan Gerlo, Charline Catrysse, Florence Van Laecke, Niels Batens, Walter Baele (Meneer Borremans), Chris Schep, Ellen Dilles, Justine Maurau, Wout Sels, Tessy Torfs, Julie Daems, Andres Vercoutere, Elise De Clerck, Lien Van den Bossche en Neal Jansen. |

## Artistiek team
- Muziek - Dirk Brossé
- Script en liedteksten - Allard Blom
- Regie, script en liedteksten - Frank Van Laecke
- Artistiek leider - Stijn Coninx
- Producent - Studio 100
- Decorontwerp - Piet De Koninck

## Liveorkest
- Dirigent - Dirk De Caluwé
- Cello - Reinhardt Vanderschaeghe
- Viool - Florian Peelman

## Liedjes
1. De maat van mijn leven
2. Onder hoge dikke bomen - enkel achtergrondgeluid in de herwerkte versie van 2020/2021
3. Doe iets - ingekorte versie in de herwerkte versie van 2020/2021
4. Mijn wereld
5. De commissie - niet meer in de herwerkte versie van 2020/2021
6. Weeflied
7. Ogen dicht
8. Sluit u aan!
9. Paus Ponnet - niet meer in de herwerkte versie van 2020/2021
10. Finale acte 1 - Alternatieve versie in de herwerkte versie van 2020/2021
11. Face à face - niet meer in de herwerkte versie van 2020/2021
12. Het Vaticaan
13. Liefde is de allerschoonste last - niet meer in de herwerkte versie van 2020/2021
14. Bokkenlied - niet meer in de herwerkte versie van 2020/2021
15. Weer als toen
16. Wat blijft er van mij over
17. Twee harten, twee zielen (*) - niet meer in de herwerkte versie van 2020/2021
18. Finale acte 2

(*): Dit nummer werd na een paar weken spelen geschrapt uit de originele voorstelling (2008) en staat bijgevolg wel op de cd van die versie.
Omwille van het verschil van locatie (Posthuis X & Pop-up theater), is de 2020-2022 versie stukken korter dan de originele musical. Dit komt omdat er in de nieuwere versie geen pauze voorzien is en de acteurs de volledige voorstelling doorspelen. Bijgevolg zijn er ongeveer zeven liedjes geschrapt uit de musical.

## Afgeleide producten
- Versie 2008
  - Cd: alle 18 nummers uit de musical live gezongen
  - Fotoboek: het verhaal van priester Daens in woord en beeld
  - Programmabrochure: illustratieboek met unieke foto's, het verhaal, de cast...
  - T-shirt: T-shirt met Daens, Nette en Jan
  - Songbook: geïllustreerd songbook met de 9 hoogtepunten
  - Dvd: de volledige musical + de making of
- Versie 2020
  - CD
  - DVD
  - Programmabrochure
  - Kaartenspel
  - Mok
  - Posters (een van Daens, een van Nette & Jan)

'14-'18 · '40-'45 (België) · '40-'45 (Nederland) · De 3 Biggetjes · 3 Musketiers · Aida · Alice in Wonderland · A xXxmas Carola · Anatevka · Assepoester · Belle en het Beest · Billie Holiday · Bloedbroeders · The Bodyguard · Cabaret · Camelot · Cats · Chicago · Ciske de Rat · Cyrano de Bergerac · De Schone van Boskoop · Daens · Dirty Dancing · Doe Maar! · Domino · Doornroosje · Dracula · Drood · Elisabeth · Evita · Fame · De Finale · Flashdance · Foxtrot · Goodbye, Norma Jeane · Grease · Hair · High School Musical · De Jantjes · Jekyll & Hyde · Jersey Boys · Jesus Christ Superstar · Kadanza · De kleine zeemeermin · Koning van Katoren · Kruimeltje · Kuifje: De Zonnetempel · Kunt u mij de weg naar Hamelen vertellen, mijnheer? · The Last Five Years · Lelies · The Lion King · The Little Mermaid · Love Story · Lover of Loser · Mamma Mia! · De man van La Mancha · Mary Poppins · Les Misérables · Miss Saigon · Muerto! · De Muze van Rubens · My Fair Lady · On Your Feet! · Op hoop van Zegen · Oorlogswinter · The Passion · Pauline & Paulette · The Phantom of the Opera · Pinokkio · Red Star Line · Rembrandt · Robin Hood · Romeo en Julia, van Haat tot Liefde · De Rozenoorlog · Shhh...it happens! · Shrek · Soldaat van Oranje · Spring Awakening · De sprookjesmusical Klaas Vaak · Sneeuwwitje · The Sound of Music · Tarzan · Titanic · Turks fruit · Urinetown · De Vliegende Hollander · Wat Zien Ik?! · Wicked · The Wild Party · The Wiz · Wickie de viking de musical
    Portaal Musical